# Sovata
Sovata ou Szováta en hongrois (en allemand Sowata) est une ville roumaine du județ de Mureș, dans la région historique de Transylvanie et dans la région de développement du Centre. Sovata est une station thermale et de villégiature très renommée qui attire de nombreux touristes grâce à ses lacs salés.

## Géographie
Sovata est située dans l'est du département, à la limite avec le département de Harghita, sur le cours supérieur de la Târnava Mică, à son confluent avec la Sovata, au pied des Monts Gurghiu (Munții Gurghiului), à une altitude de 475-600 m. Le point culminant de la municipalité est le Mont Saca (Vârful Sata), 1 777 m d'altitude.
La municipalité est composée de la ville de Sovata et des trois villages suivants (population en 2002) :
- Căpeți (213) ;
- Ilieși (453) ;
- Săcădat (1 038) ;
- Sovata (8 283), siège de la municipalité.

Le village de Sărățeni, qui faisait partie de la municipalité de Sovata, s'en est détaché en 2004, pour former une commune séparée (1 627 habitants en 2002).

## Sources thermales
Sovata possède plusieurs lacs salés riches en sodium et chlore, dont le plus important est le lac Ursu (lac de l'Ours). Formé en 1875 par un gigantesque glissement de terrain, ce dernier est unique en Europe, étant un des plus grands lacs héliothermes du monde. Sa température de 20 °C à la surface atteint en été jusqu'à 40-50 degrés Celsius à une profondeur de 1,50 m. Quatre autres lacs, plus petits, se sont formés depuis cette date. La teneur en sel des lacs varie de 40 à 250 g par litre.
Les cures thermales par bains et applications de boues soignent les affections rhumatismales, gynécologiques, le système nerveux périphérique, les maladies cardio-vasculaires et l'hyperthyroïdie.

## Histoire
La première mention écrite de la ville date de 1578. Dès 1583, le lieu était un village. Les propriétés thermales des sources de Sovata étaient connues dès la fin du XVIe siècle et la station s'est progressivement construite après 1850.
Sovata est située en territoire sicule et la très grande majorité de sa population a toujours été d'ethnie sicule. La ville de Sovata a appartenu au royaume de Hongrie, puis à l'empire d'Autriche et à l'Empire austro-hongrois.
En 1876, lors de la réorganisation administrative de la Transylvanie, elle a été rattachée au comitat de Maros-Torda. Avec la construction de la station thermale de Sovata-Băi, la ville s'est enrichie de nombreux édifices : hôtels, villas, qui constituent à l'heure actuelle un important patrimoine architectural.
La ville de Sovata a rejoint la Roumanie en 1920, au traité de Trianon, lors de la désagrégation de l'Autriche-Hongrie. Durant l'entre-deux-guerres, elle a souvent été un lieu de villégiature pour la famille royale de Roumanie (les Hohenzollern-Sigmaringen).
Après le deuxième arbitrage de Vienne, elle a été occupée par la Hongrie de 1940 à 1944, période durant laquelle sa petite communauté juive a été exterminée par les nazis. Elle est redevenue roumaine en 1945 et a obtenu le statut de ville en 1952.

## Politique
| Parti | Parti                                      | Sièges |
| ----- | ------------------------------------------ | ------ |
|       | Union démocrate magyare de Roumanie (UDMR) | 14     |
|       | Parti social-démocrate (PSD)               | 2      |
|       | Parti des Roms « Pro-Europe »              | 1      |

| Période | Période | Identité     | Étiquette | Qualité |
| ------- | ------- | ------------ | --------- | ------- |
| 2000    |         | Ferenc Péter | UDMR      |         |

## Religions
En 2002, la composition religieuse de la ville était la suivante :
- Catholiques romains, 42,34 % ;
- Réformés, 42,08 % ;
- Chrétiens orthodoxes, 8,11 % ;
- Unitariens, 1,53 %.

## Démographie
En 1900, la ville comptait 12 Roumains (0,24 %), 4 968 Hongrois (98,73 %) et 28 Allemands (0,56 %).
En 1930, on recensait 488 Roumains (9,31 %), 4 383 Hongrois (83,58 %), 92 Juifs (1,75 %) et 260 Tsiganes (4,96 %).
En 2002, 902 Roumains (7,76 %) côtoient 10 564 Hongrois (90,95 %) et 130 Tsiganes (1,11 %).
| 1850  | 1880  | 1900  | 1910  | 1930  | 1956  | 1977   | 1992   | 2002   |
| ----- | ----- | ----- | ----- | ----- | ----- | ------ | ------ | ------ |
| 2 658 | 3 259 | 4 362 | 5 032 | 5 244 | 8 253 | 10 482 | 12 112 | 11 614 |

| 2007  | - | - | - | - | - | - | - | - |
| ----- | - | - | - | - | - | - | - | - |
| 9 932 | - | - | - | - | - | - | - | - |

## Économie
Le tourisme est la base de l'économie de la ville qui reçoit chaque année de très nombreux touristes (beaucoup de voyageurs hongrois) dans ses nombreux hôtels, centres de repos, pensions.
Plusieurs fabriques de meubles (nombreux sous-traitants de fabricants ouest-européens de meubles de cuisines notamment) sont installées à Sovata qui possède aussi une fromagerie du groupe allemand Hochland.

## Communications

### Routes
Sovata est située sur la route nationale DN13A qui permet d'atteindre Bălăușeri, puis Târgu Mureș et Sighișoara à l'ouest et Odorheiu Secuiesc et Miercurea-Ciuc à l'est, dans le județ de Harghita. La route nationale DN13B se dirige au nord-est en direction de Gheorgheni par le col de Bucin (Pasul Bucin) à 1 287 m d'altitude.
Une route régionale permet d'atteindre Reghin au nord.

### Voies ferrées
Sovata se trouve sur la ligne Praid-Blaj qui dessert Târnăveni.

## Jumelages
- Mezőberény (Hongrie) depuis 1998
- Tata (Hongrie) depuis 2002
- Angyalföld (hu) (Hongrie) ; Angyaföld est le XIIIe arrondissement de Budapest.
- Százhalombatta (Hongrie)
- Sümeg (Hongrie)
- Csopak (Hongrie)
- Kőröshegy (Hongrie)
- Brzesko (Pologne)

## Lieux et monuments
- Lac Ursul et les autres lacs thermaux. Réserve naturelle du lac Ursul (79 ha).
- Villas et hôtels du début du XXe siècle.
- Fermes sicules (portes sculptées notamment) dans les villages des alentours.

## Galerie

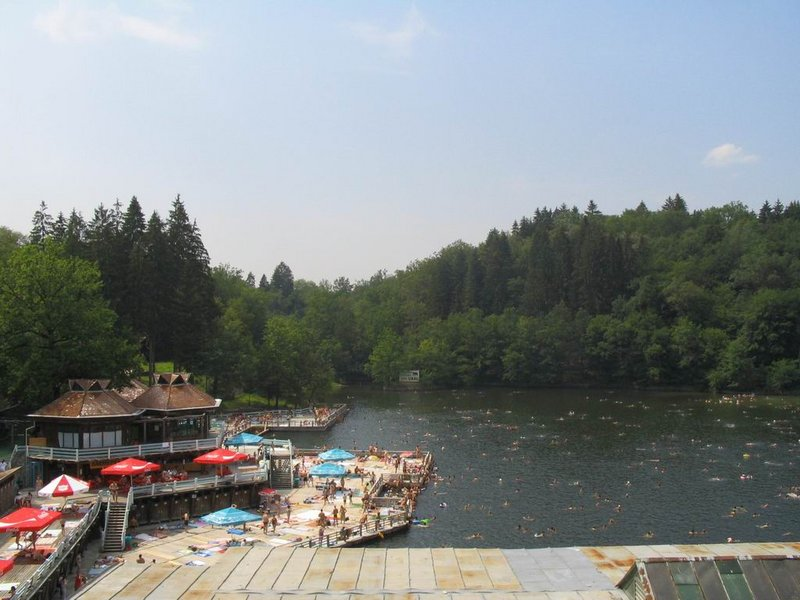
Bains
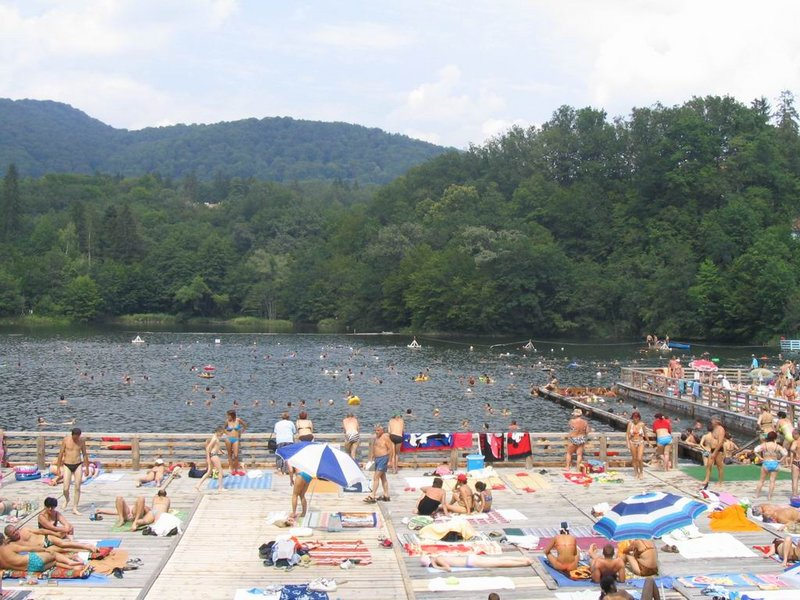
Bains
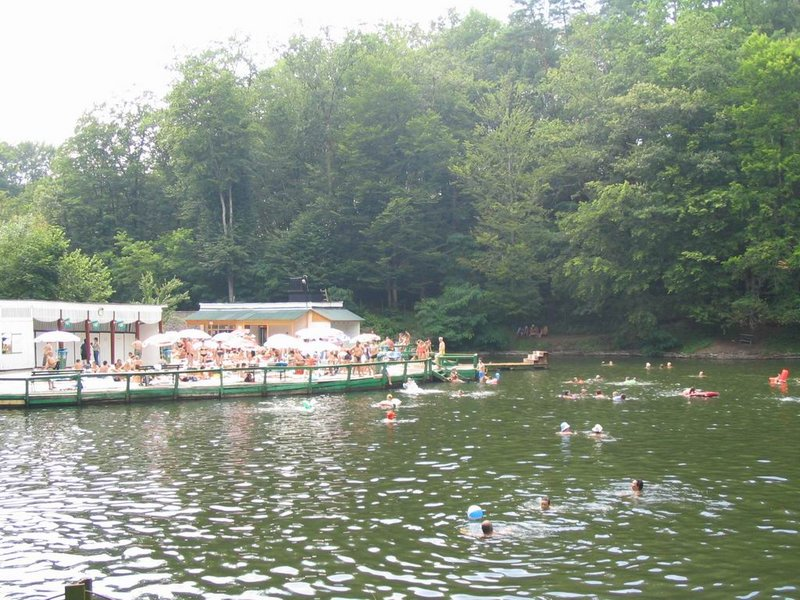
Bains
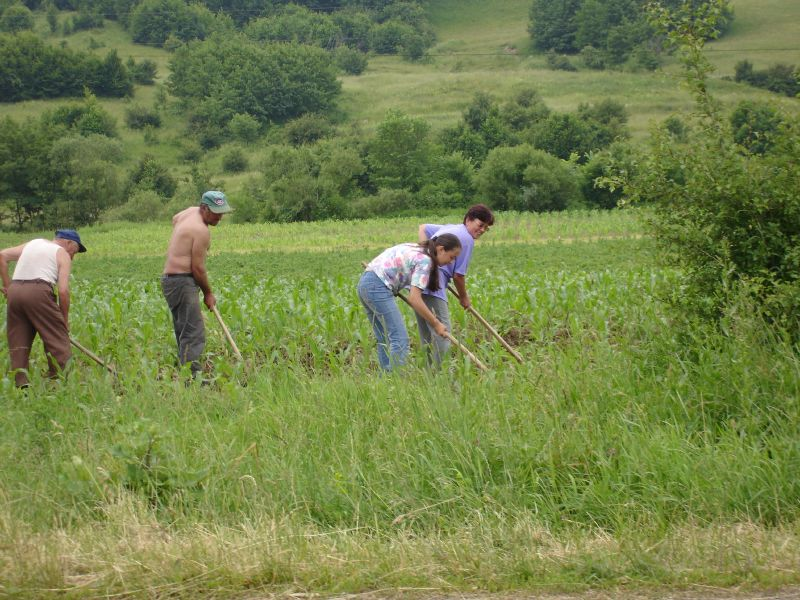
Travailleurs aux champs
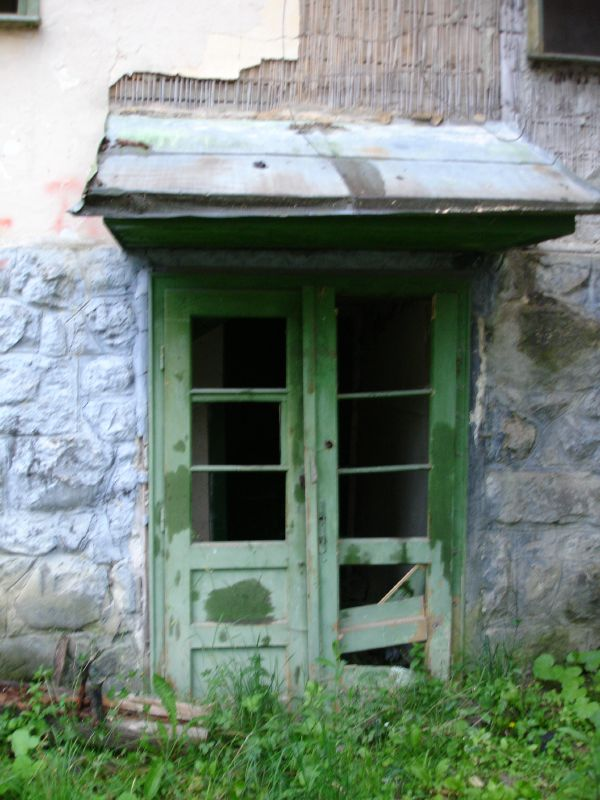
Maison abandonnée
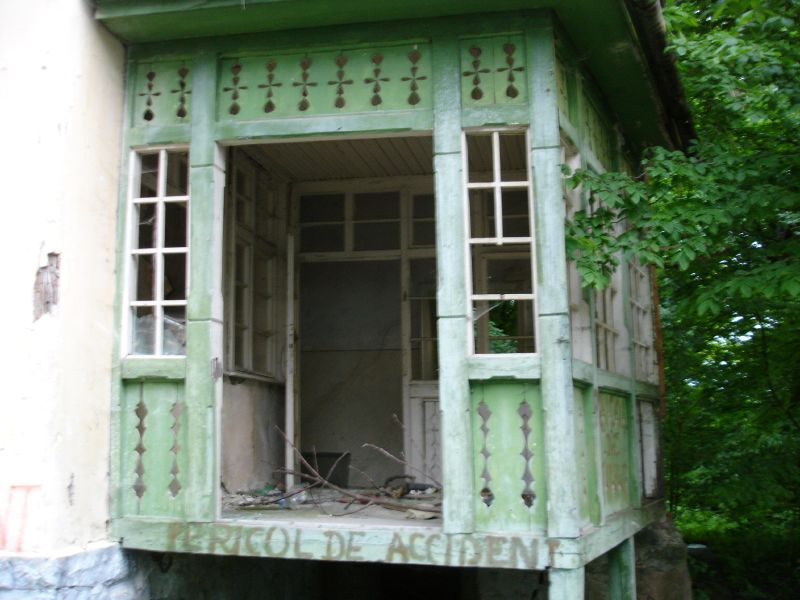
Maison abandonnée
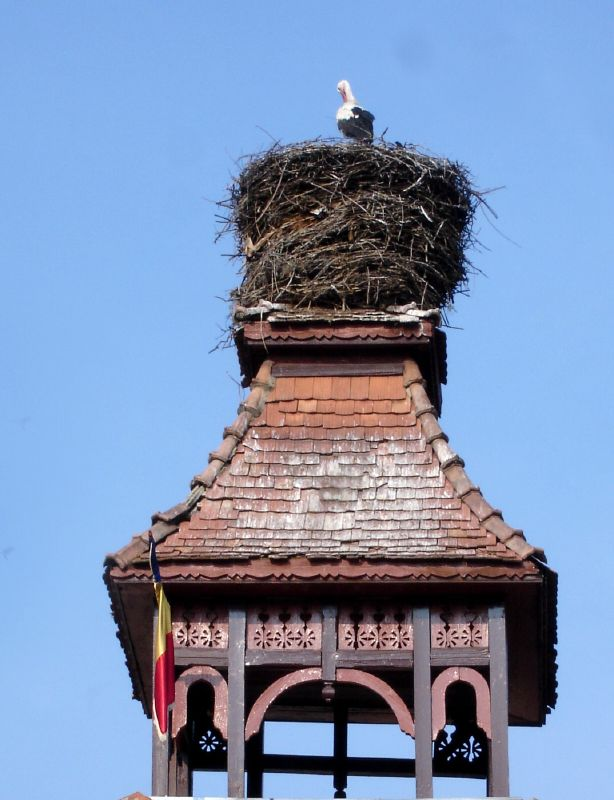
Cigogne sur le toit de la mairie
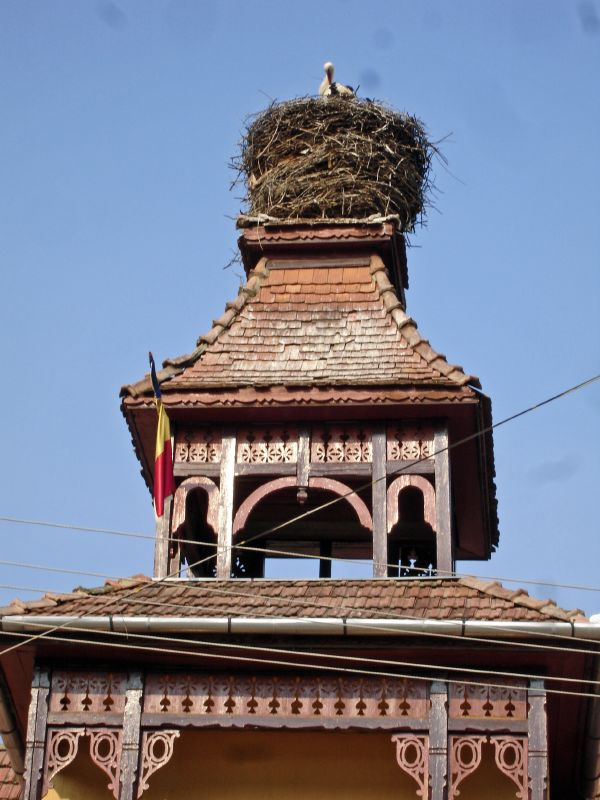
Cigogne sur le toit de la mairie
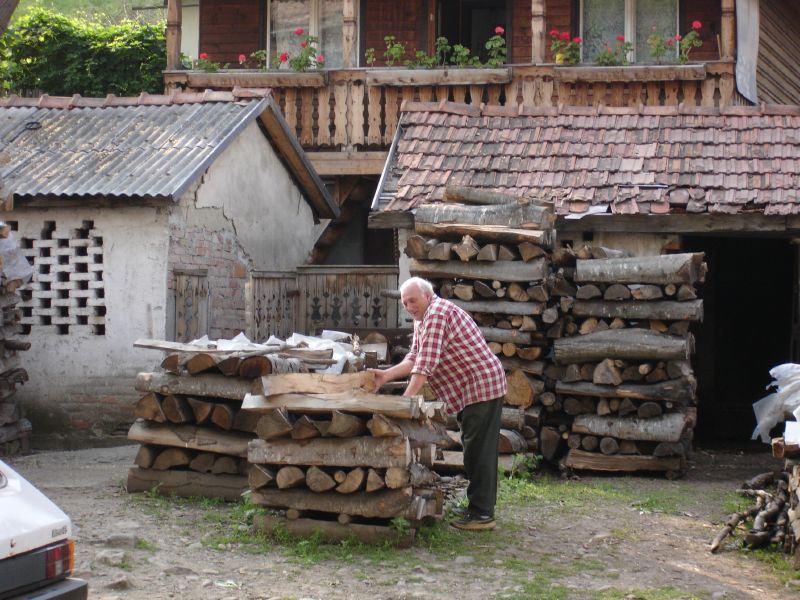
Le bois de chauffage
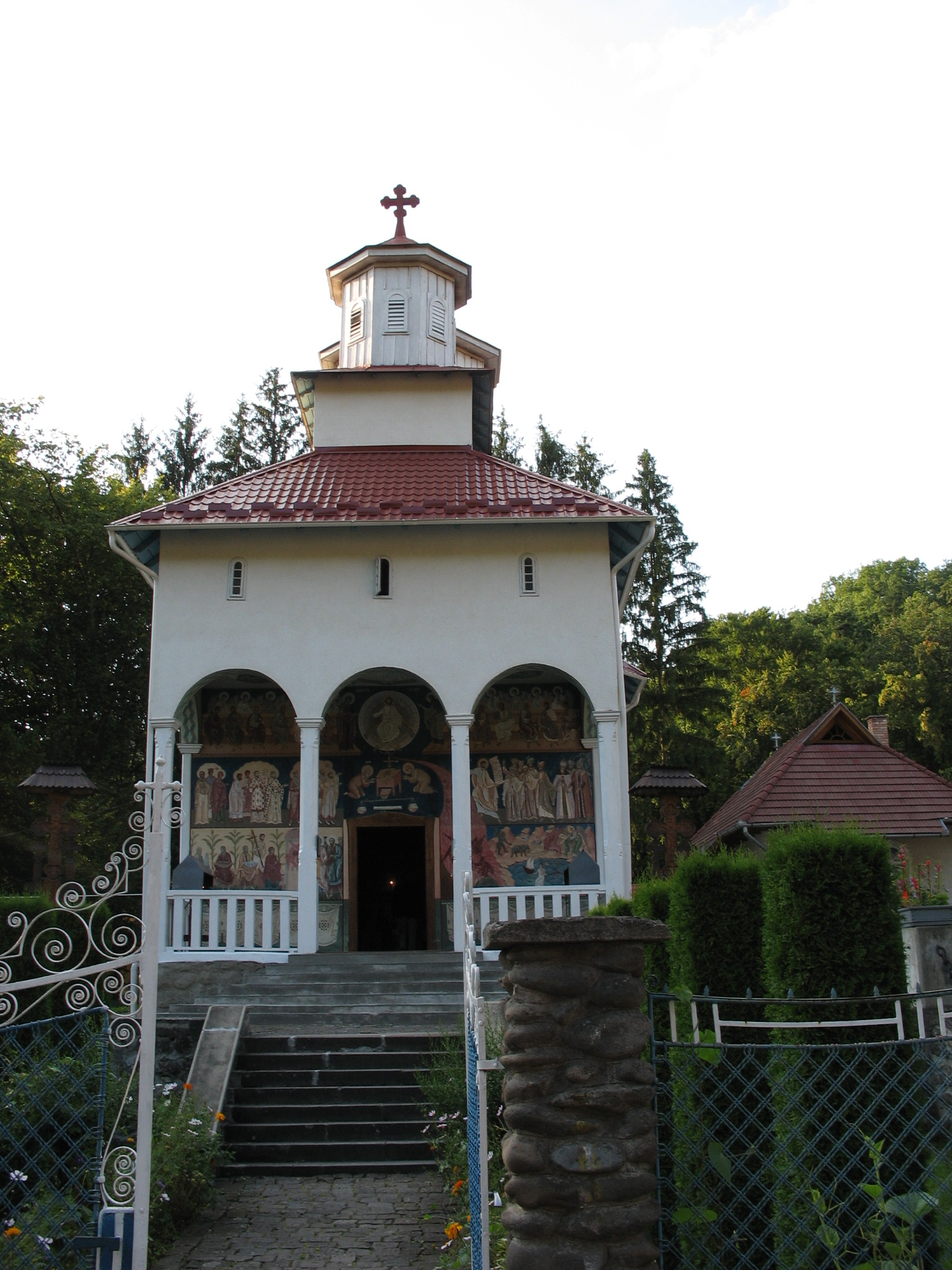
Temple orthodoxe
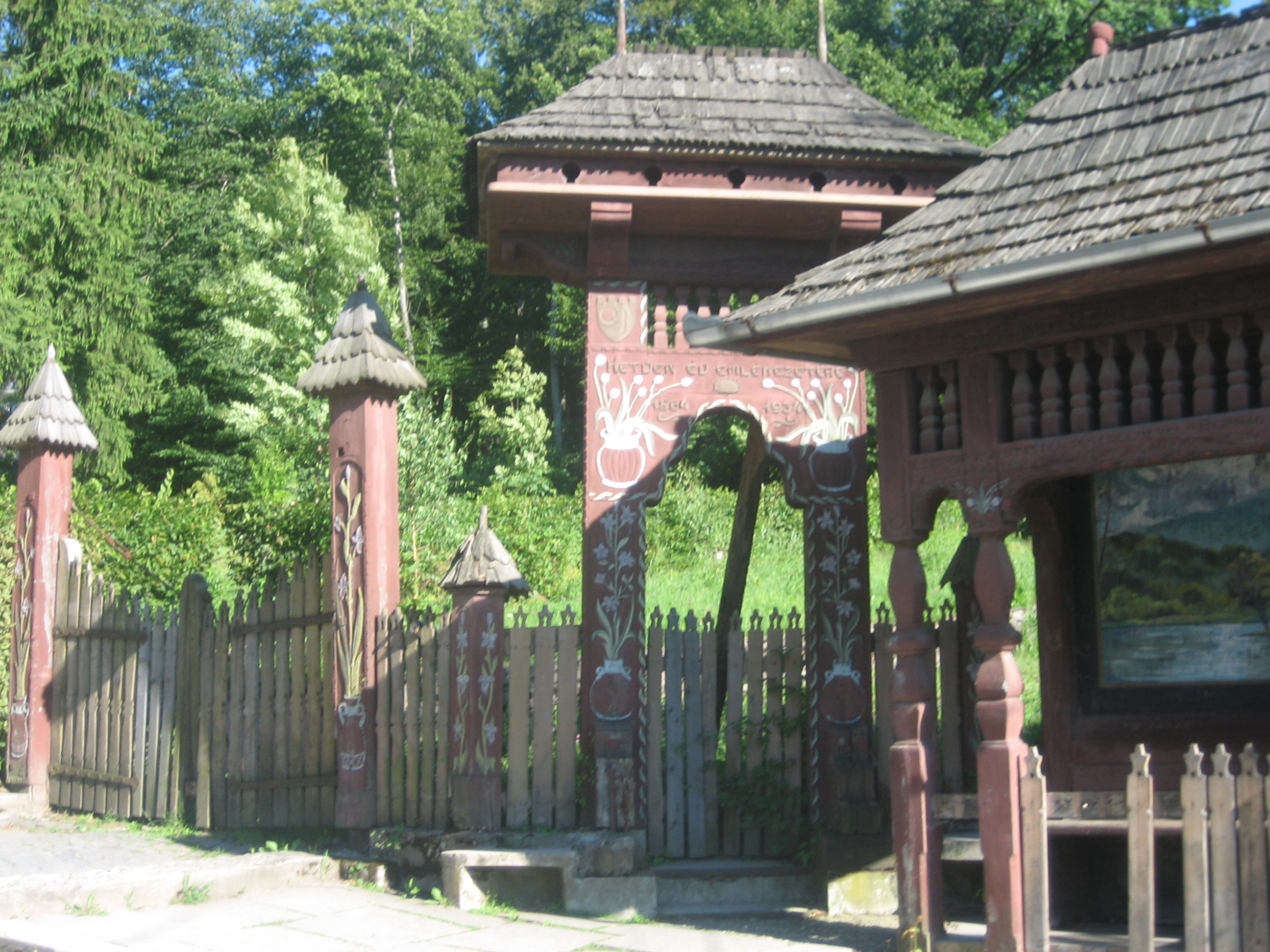
Portail sicule